# FICIA
La Feria Internacional del Calzado e Industrias Afines, más conocida por su acrónimo FICIA, fue, como su nombre indica, una feria sobre calzado e industrias relacionadas con el mismo. Se celebró anualmente en la ciudad de Elda, en la provincia de Alicante, España, entre los años 1960 y 1991. Fue la primera feria de calzado llevada a cabo en España.

## Elda, capital del calzado
En Elda había mucho esparto en los montes que rodeaban su valle, pero el producto de la recolección se vendía a otras poblaciones entre las que se encontraban Elche o Villena, en la provincia de Alicante, pero también a otras más alejadas de la zona de producción. Elda nunca desarrolló la industria alpargatera aunque, como en casi todas las poblaciones del entorno, había personas dedicadas a confeccionar alpargatas u otros utensilios de esparto. En el siglo XIX comenzaron a surgir por la población diversos zapateros de silla, que artesanalmente elaboraban sus zapatos, que más tarde acudirían a vender a poblaciones de los alrededores. A finales de siglo, en el marco de la II Revolución Industrial, miembros de la burguesía local deciden apostar por una industrialización del mundo del calzado. Emprendedores como Rafael Romero Utrilles, que funda en 1876 la que puede que sea una de las primeras grandes fábricas de calzado de la provincia. Con la llegada de la luz eléctrica en la ciudad en el año 1900, la mecanización de las fábricas hace que el desarrollo del sector aumente enormemente, con algunas empresas que llegan a emplear un millar de personas. Elda comienza así su andadura como una de las ciudades pioneras en la fabricación de calzado en España, que irá creciendo durante décadas hasta convertirse en la ciudad de referencia en la producción y exportación del zapato español.

## Creación de la Feria
Tras el frenazo económico que supusieron la guerra y posguerra, en la década de 1950 el calzado vive una nueva época de auge. Durante estos años, los industriales eldenses acuden con notable éxito a ferias y exposiciones de calzado, cuero y moda, donde reciben una gran acogida en ciudades como París, Chicago, Nueva York, Frankfurt, etc. En Elda cuenta con una gereración emprendedora, en la que tanto la patronal, como la prensa local, y otros personajes influyentes, comienzan a estar de acuerdo en que hay que hacer algo en la ciudad para aumentar las ventas y dar a conocer el producto local, proponiendo el industrial Oscar Santos, entre otros, la idea de una feria.
Roque Calpena, concejal de Fiestas del ayuntamiento presidido por Antonio Porta, toma la iniciativa y es el principal impulsor de realizar una feria de calzado en la ciudad. En 1959 se decide llevar a cabo una experiencia piloto, el I Certamen de la Industria del Calzado de Elda. Se trata de una pequeña feria limitada al producto local, en la que se llevan a cabo exposiciones y concursos sobre la calidad de fabricación. Se celebra el 6 de septiembre, coincidiendo con el inicio de las Fiestas Mayores de la ciudad, y se acondicionó para ello el edificio de las Escuelas Nacionales de Padre Manjón.
La experiencia fue tan positiva que se solicitó al gobierno el permiso para celebrar una feria nacional, permiso que fue concedido en 1960 por la Dirección General de Expansión Comercial del Ministerio de Economía. De este modo, en ese mismo año se celebra la I Feria Nacional del Calzado e Industrias Afines. Elda toma la iniciativa entre todas las ciudades zapateras del país, y es pionera creando el primer certamen español del sector. El trasiego de visitantes que recibió fue un éxito rotundo. En la siguiente edición, en 1961, el ministro de Comercio, Alberto Ullastres, acude al certamen eldense para evaluar si el mismo está a la altura para que el gobierno se implique en ayudar e internacionalizar el evento, el cual acaba dando el visto bueno.
Así pues, en 1962 se lleva a cabo la tan deseada I Feria Internacional del Calzado e Industrias Afines, hecho del cual el NODO se hacía eco abriendo una de sus ediciones relatando el evento. Elda se ponía así por fin a la altura de las grandes capitales europeas del calzado, y abre sus puertas al mercado y la inversión internacional. En 1963, se comenzó la construcción de un pabellón en los terrenos del hasta entonces Estadio Municipal El Parque. Este recinto ferial estaba situado en la céntrica Avenida de Chapí, en pleno paso de la carretera N-330 hacia Alicante. La feria salía así del pequeño recinto de Padre Manjón, e inauguraba en 1964, para su 5.ª edición, unas grandes instalaciones de 10.000 m² adaptados ex profeso para tal fin.

## Desarrollo
El traslado al palacio ferial abre una nueva etapa. El recinto está compuesto inicialmente por 2 edificios conectados entre sí, el pabellón de exposiciones y un edificio de oficinas y servicios. El crecimiento de la feria es tal durante toda la década, que el recinto vive una obra de ampliación cada año entre 1964 y 1970, pasando así de los 3000 m² de la primera feria, a cerca de 40.000 m² de superficie. Económicamente las cifras eran vertiginosas. Entre 1961 y 1970, el número de stands se quintuplicó y el número de compradores extranjeros aumentó casi un 1000 %
El tejido social referente al sector se sigue ampliando. En 1965 se crea el CEPEX, Centro Promotor para Exportaciones, que era calificado por los propios fabricantes como feria ambulante, que se dedicaba a buscar clientes exportadores en el exterior. En 1971 nace así mismo el INESCOP, Instituto Español del Calzado y Conexas, que será un centro pionero adaptado a la investigación de avances tecnológicos aplicados a la industria zapatera. Por su parte, la torre de oficinas estaba proyectado ampliarla hasta las 9 plantas, y que incluyese un museo y un hotel, aunque no termina de llevarse a cabo.
La Feria como tal, desde 1968, comienza a celebrar 2 ediciones anuales, en marzo y en septiembre, coincidiendo con las presentaciones de las campañas de invierno y verano. A principios de los 70 sin embargo, las ventas en la feria sufren un duro revés. Estados Unidos, que compra un 70 % del calzado eldense, vive horas bajas con la crisis del petróleo. Así mismo, los precios empezaban a subir y resultar menos competitivos. Ambos motivos, sumados al proyecto de la estadounidense Ley Mills, que pretendía limitar el volumen de importaciones de manufacturas, fueron un gran varapalo para las ventas de FICIA. No obstante, se consiguió superar aquel periodo de crisis y en los 80 el crecimiento vuelve a resurgir. En 1980 la feria se desdobla, por un lado se celebran las ferias de calzado, rebautizadas como FICC, Feria Internacional de Calzado y Conexas. Por otro, se crea el certamen MODATECC, orientado a novedades tecnológicas sobre la moda, que también celebrará dos certámenes anuales, en primavera y otoño.
En 1983 y 1984 se llegan a batir récords en volumen de participación en la feria, viviendo de nuevo todo su esplendor comercial. En 1986, dado que el palacio ferial de Elda es el único de la provincia de Alicante, se crea IFA, la Institución Ferial Alicantina. De esta forma se empiezan a celebrar en Elda 7 ferias anuales: 2 ediciones de FICC, 2 ediciones de MODATECC, FIRAUTO, FIRALACANT y MACO.

## Crisis y Desaparición
Durante la primera etapa de crisis en los años 70, muchas voces comienzan a alzarse en contra de Elda como ubicación para la feria. Alegan que es una ciudad pequeña, y carente de los servicios necesarios para dar acogida a los miles de visitantes que recibía el certamen, tales como escasez de hoteles o restaurantes, o falta de aparcamiento. Otros fabricantes nacionales hablan de la idoneidad de trasladar la feria a una gran ciudad, como Madrid o Valencia, o a otras más capacidad comercial y cercanas al aeropuerto, como Alicante y Elche.
En 1980, pese a que las cifras de Elda vuelven a aumentar y a ser como en los mejores años, otros empresarios ponen en marcha en Madrid la I Oferta Nacional del Calzado Español, que más alante se llamaría Semana del Calzado de Madrid. En 1987 empieza a celebrarse EXPOCALZADO en el palacio ferial de IFEMA, en Madrid. Durante estos años comienza lo que fue llamado como guerra de las ferias. Las desavenencias en el seno de FICE, la federación nacional, eran constantes, así como esta con empresarios eldenses. Al certamen de la capital, se le suman otras exposiciones más, en Valencia y Barcelona, y al mismo tiempo, otros fabricantes de distintas zonas se planteaban llevar a cabo sus propias ferias, como en Elche o las Baleares. Para más inri, las instalaciones sufren un incendio en 1987 que calcina una planta de uno de los pabellones, y está a punto de extenderse a todo el complejo.
A final de década, las presiones de Alicante, Elche y el gobierno valenciano para que Elda ceda la organización de IFA son constantes. En 1990 el alcalde socialista Roberto García Blanes y el concejal de industria J.Pascual Azorín acaban cediendo, y Firalacant se desplaza por primera vez a Alicante, a un escenario provisional. El jefe de gobierno autonómico, Juan Lerma, deja entrever en una visita a Elda que apoya el traslado de las ferias, declarando "Los empresarios deben montar sus ferias allá donde puedan vender". El alcalde de Elda acaba dando su apoyo a la compra por parte de IFA de un pabellón de la empresa Mamut en Torrellano, cerca del aeropuerto, con la condición de que las ferias de calzado se sigan celebrando en Elda.
En marzo de 1991 se celebra la 55º edición de FICC-FICIA, a la par que Firauto se traslada al nuevo pabellón ilicitano. El gobierno local intenta convencer a todas las instituciones de construir un nuevo palacio ferial en la ladera de Bateig, junto la recién estrenada autovía. En mayo se celebraba la 24º edición de MODATECC, siendo esta la última feria celebrada en Elda. El 21 de septiembre de 1991, unos camiones y grúas entraron en el palacio ferial de Elda para cargar todo el mobiliario, echando el cierre a la FICIA para siempre. En noviembre del mismo año, MODATECC se celebra ya en Mamut, consumándose así el traslado a Torrellano de la IFA y de todas las ferias creadas en Elda, desde aquel certamen local creado 32 años atrás, en 1959, por el ya jubilado Roque Cálpena.
Tras el derribo de los pabellones feriales, en los solares donde estuvo ubicada la FICIA, se realizaron varias actuaciones urbanísticas: El edificio del Museo del Calzado; el llamado Centro Cívico; un hotel y un aparcamiento que ocupa parte de la plaza construida y denominada Plaza de la FICIA. En el año 2019 los aparcamiento pasaron a ser gestionados por la Asociación de Minusválidos Físicos Intercomarcal, AMFI, cuyo presidente, Andrés Molina, encargó a la artista local, Candy López, la construcción de un mural que reprodujese el estado en que estuvieron los pabellones feriales en una de las épocas más vibrantes de la ciudad, en homenaje y recuerdo a los que lo hicieron posible, con textos del fundador del Museo del Calzado. El 21 de noviembre de 2019 quedó inaugurado dicho mural en uno de los paramentos del mencionado aparcamiento y en la calle Juan de la Cierva

## La Fundación FICIA
El jueves 20 de mayo de 1982 se firmaba un histórico acuerdo entre los dirigentes de FICE, FICIA y Ayuntamiento de Elda. Por medio de esos escritos rubricados por todas las partes en litigio se recogía de forma clara y sin posibilidad de interpretaciones recogidos en los estatutos de la Fundación FICIA que se iba a crear, "se reconocía de forma clara y expresa la vinculación de los bienes de la Feria al pueblo de Elda". Estamparon las firmas: Roberto García Blanes por el Ayuntamiento de Elda; Vicente Valiente por FICE; Fernando Obrador por el Comité Ejecutivo de FICIA. Estando presentes el presidente del comité organizador de FICC, Roberto Gil; Ramón Navarro por el comité organizador de MOTADETECC; Antonio Miró Cremades, presidente del consejo de promoción exterior de calzado y Luis Torregrosa Mira, Concejal del Ayuntamiento y miembro del patronato de FICIA. El acuerdo en su punto 2º decía textualmente que en caso de que las ferias del calzado se celebrasen en otro lugar: "..Los bienes de la fundación serán entregados al Ayuntamiento de Elda con la obligación por su parte de destinarlos preferentemente a instituciones docentes e investigadoras, con particular atención a las que atiendan a fines análogos a los que tenía la fundación". Añadiendo en el artículo 3º: "Será preceptiva la aprobación expresa del Eximo. Ayuntamiento en los siguientes casos: a) Venta, enajenación y permuta de los bienes inmuebles de la futura fundación. b) Gravamen e hipoteca de dichos bienes inmuebles así como la suscripción o contratación de préstamos cuya cuantía sumados a los que existían en vigor en su momento, afecten en su totalidad al patrimonio actual de FICIA en una suma mayor de 100 000 000 pesetas, cifra que será actualizada anualmente en función del IPC, con un porcentaje máximo del 10 %. En el artículo 4º se decía: El Eximo Ayuntamiento de Elda designará un representante con voz y voto en el Patronato de la Fundación, y 3 miembros más, de la Corporación Municipal con voz y sin voto". El Alcalde de Elda será presidente de honor de la fundación, ostentando la representación de la misma en todos los actos oficiales a los que asista. En el artículo 5º.."Los artículos del estatuto de la fundación que afecten a los derechos y obligaciones del Ayuntamiento de Elda para con la Fundación FICIA, no podrán ser modificados sin expreso acuerdo de aquel. En su articulado de los estatutos de la fundación se recogerán expresamente los números de los mismos afectados por este acuerdo. El 22 de junio de 1982 los estatutos de la Fundación FICIA fueron aprobados y elevados a escritura pública el 18 de agosto. En aquella fecha, el patrimonio de la Fundación que, en caso de traslado de las ferias pasarían al pueblo de Elda, ascendía a 314 503 231 pesetas, entre bienes muebles e inmuebles. Los inmuebles feriales ascenderían a casi 140 millones de pesetas. Los representantes en la fundación FICIA por parte municipal fueron, además del alcalde: Luis Torregrosa, con voz y voto y sin voto: José Miguel Oliver y Juan Medida por el PSOE y Agustín Coloma Bernabéu por el PCE.
El 18 de agosto de 1982, se firmó la escritura de constitución de La Fundación FICIA, que además de hacerse cargo del patrimonio de las Ferias Internacionales del Calzado e Industrias Afines (FICIA), tendría como objetivos abarcar facetas comerciales, culturales, tecnológicas y de formación; entre las actuaciones más destacadas se encuentran las convocatorias de los premios de Periodismo e Investigación sobre el sector zapatero.
El 11 de julio de 1991, cuando ya estaba constatado que las ferias abandonaban la ciudad de Elda, en una reunión urgente celebrada por el Comité Permanente de la Fundación FICIA, suscribían un manifiesto en el que se retractaban de todas las promesas suscritas con el Ayuntamiento de Elda, en el tema de su patrimonio, en él se decía que "dicha entidad es la única propietaria legítima del patrimonio ferial eldense y que la única posibilidad de que dicho patrimonio revierta al Ayuntamiento de Elda es por extinción de la Fundación, cosa que solo sería posible por acuerdo de las cuatro quintas partes de los patronos, en el caso de que estos consideraran que no podían cumplirse los fines de la fundación, fijados en los Estatutos. En cuanto al hecho de que dejen de celebrarse certámenes feriales en las instalaciones eldenses no es causa determinante de extinción de la misma, ya que la organización de certámenes no es fin propio de la fundación, correspondiendo únicamente a la Institución Ferial Alicantina IFA. El edificio ferial, propiedad, como se dice antes, de la Fundación, "está siendo utilizado por IFA únicamente a título de inquilino..(sigue diciendo el manifiesto)... que todos los proyectos que se pongan en marcha sobre el patrimonio de la entidad deben contemplarse desde un punto de vista sectorial, pero nunca se debe convertir en reclamaciones o exigencias localistas, aún reconociendo que tendrán un impacto directo sobre la ciudad de Elda y sus empresarios se apoya totalmente el proyecto ferial aprobado en 1989 por el Comité Ejecutivo de IFA, en virtud del cual la Fundación FICIA es la que debe gestionar los proyectos de un Museo Internacional del Calzado, un Certamen de Estudios Zapateros, un salón de actos y diversas salas de uso polivalente, un centro para exposiciones permanentes de calzado y otras actividades comerciales, oficinas de representación y para asociaciones empresariales. La Fundación debe asumir la gestión de estos proyectos, en colaboración con las entidades públicas que participan en los mismos, pero teniendo siempre en cuenta que deben ser los sectores empresariales y sociales los que asuman la responsabilidad de la gestión en cada caso".

## Plaza de La FICIA
Durante los 90 el recinto permanece cerrado y en estado de abandono. A finales de década se lleva a cabo un plan para reconvertir la zona. Se comenzó con el desmantelamiento de uno de los pabellones en la parte derecha, donde se construyó el Museo del Calzado «José María Amat Amer», que fue inaugurado el 4 de febrero de 1999 por la Infanta Elena. Posteriormente, el resto del complejo fue derribado en su totalidad. En su solar se construyó una plaza rectangular pavimentada, en la que así mismo se levantan un hotel de 4 estrellas, una pequeña parada de autobuses y un centro polifuncional sede de la Escuela de Relaciones Laborales, adscrita a la Universidad de Alicante, donde se imparte un Grado. Cuenta también con una sala de estudios y otras salas multiusos. Se la llamó Plaza de la Ficia, en conmemoración de la tal insigne institución eldense. En la pequeña plaza ajardinada frente a la puerta del museo, se sigue conservando el monolito con el logotipo-mascota de la feria en su emplazamiento original. Este pequeño jardín anexo, recibió el nombre del creador de la feria, Roque Cálpena. También en una esquina de ese jardín, el fundador del Museo del Calzado impulso, con la colaboración de varias empresas de la ciudad y el Ayuntamiento, erigir un monumento a la Familia Zapatera como homenaje de gratitud a esa unidad familiar que contribuyó de forma decisiva a la consolidacion de la principal industria de la ciudad, dicho conjunto monumental fue inaugurado en 2005.
50 Aniversario
En el año 2010, para conmemorar el 50 aniversario de la FICIA, se instalaron en la plaza una exposición de 50 zapatos gigantes pintados y decorados por diferentes artistas. Algunos de estos zapatos fueron expuestos en otras ciudades del país, destacando la Gran Vía y la Calle Serrano en Madrid.